# Муко-Мару
Муко-Мару (Muko-Maru) — судно, яке під час Другої світової війни взяло участь у операціях японських збройних сил в архіпелазі Бісмарка та у Мікронезії.

## Передвоєнна історія
Муко-Мару спорудили в 1937 році на верфі Tekkosho Honsha Kojo у Осаці на замовлення компанії Yamashita Kisen, яка поставила його на лінію до Нової Зеландії.
1 грудня 1940-го судно реквізували для потреб Імперського флоту Японії. Про його діяльність до вступу Японії у війну відомо, що у травні — липні 1941-го Муко-Мару вийшло в рейс до узбережжя Південного Китаю, а в серпні — листопаді здійснило два походи до японських територій у Мікронезії. З 10 по 26 листопада судно пройшло певну конверсію для виконання функції військового транспорту на верфі ВМФ у Йокосуці.

## Рейс до архіпелагу Бісмарка
18 січня 1942-го Муко-Мару полишило Йокосуку та на початку лютого прибуло в архіпелаг Бісмарка до нещодавно захопленого Рабаула (тут японці облаштують головну передову базу, з якої здійснюватимуть операції на Соломонових островах та сході Нової Гвінеї). До початку весни воно проводило у Рабаулі бункерування кораблів вугіллям і лише 30 березня повернулось до Йокосуки.

## Рейси до Мікронезії
У наступні три місяці Муко-Мару здійснило ряд рейсів між японськими портами, а 4 липня 1942-го полишило Йокосуку та того ж місяця опинилось на Маршаллових островах, де відвідало атоли Кваджелейн, Вотьє та Малоелап, а 28 серпня знову було в Йокосуці.
У вересні 1942-го судно прибуло на Палау (важливий транспортний хаб на заході Каролінських островів), а 24—30 вересня перейшло на атол Трук у центральній частині Каролінських островів (тут ще до війни створили потужну базу японського ВМФ, з якої до лютого 1944-го провадились операції в цілому ряді архіпелагів). 6—9 жовтня Муко-Мару пройшло на Сайпан (Маріанські острови), а 4 листопада повернулось до Йокосуки.
12—25 грудня 1942-го судно здійснило рейс з Йокосуки на Трук із заходом на Сайпан та Тініан (так само Маріанські острови). 4—9 січня 1943-го Муко-Мару перейшло на Палау, потім 14—15 січня побувало на атолі Фаїс, а 2 лютого було в Йокосуці.

## Нові рейси до архіпелагу Бісмарка та Каролінських островів
12—22 лютого 1943-го Муко-Мару пройшло з Йокосуки на Трук у супроводі есмінця «Мінегумо», а 24—27 лютого перейшло до Рабаулу під ескортом кабелеукладальних суден «Хасіма» і «Татеїсі». 30 березня судно у складі конвою рушило у зворотній рейс, 3 квітня досягнуло Труку, а 13—18 квітня перейшло на Палау. З 22 по 27 квітня воно перебувало на атолі Фаїс, 29 числа повернулось на Палау, а 2—11 травня у складі конвою P-502 пройшло до Японії.
26 травня 1943-го Муко-Мару розпочало черговий рейс до Океанії. Разом з конвоєм № 3526 воно 4 червня досягнуло Трука, а 8—12 червня перейшло до Рабаула. Цього разу судно полишило архіпелаг Бісмарка разом з конвоєм O-403, що в період з 4 по 10 липня пройшов на Палау. Останню ділянку маршруту від Палау до Японії Муко-Мару прямувало в конвої FU-506, що вирушив у море 25 липня та досягнув Кобе 3 серпня.

## Рейс на Маршаллові острови
15—25 серпня 1943-го судно пройшло в конвої № 3815 з Йокосуки на Трук. Цього разу кінцевим пунктом маршруту був не Рабаул, а Маршаллові острови. 27 серпня — 1 вересня Муко-Мару перейшло на атол Кваджелейн у конвої № 5872. 18—25 вересня судно здійснило зворотний рейс на Трук разом з конвоєм № 6188.
26 вересня 1943-го Муко-Мару рушило до Японії в конвої № 4926. За три доби в районі Маріанських островів ворожий підводний човен торпедував одне із суден, що змусило загін зайти на Сайпан. 11 жовтня Муко-Мару приєдналось до конвою № 4008, який кількома днями раніше вийшов з Трука та 19 жовтня прибув до Йокосуки.

## Останній рейс
1 листопада 1943-го Муко-Мару полишило Йокосуку з конвоєм № 3101, мавши завдання здійснити черговий рейс на Трук.
Незадовго до завершення 12 листопада 1943-го в районі за сто сімдесят кілометрів на північний схід від Труку американський підводний човен USS Thresher дав триторпедний залп і зміг поцілити «Муко-Мару». Уражений транспорт затонув, загинуло 18 членів екіпажу.